# Schwarzwald-Baar-Center
Schwarzwald-Baar-Center ist der Name eines Einkaufszentrums in Villingen-Schwenningen. Mit einer Verkaufsfläche von 33.000 m² zählt es zu den größten Einkaufszentren Deutschlands mit nur einer Ebene. Es befindet sich im Industriegebiet Herdenen zwischen den Stadtbezirken Villingen und Schwenningen.

## Übersicht
35 Fachgeschäfte, Dienstleistungs- und Gastronomiebetriebe befinden sich auf einer Ebene und sind barrierefrei zugänglich.
Eine Ladenstraße mit Glasüberdachung verläuft durch das Einkaufszentrum, hier gibt es regelmäßig Ausstellungen und Veranstaltungen. Nach der Fertigstellung des Schwarzwald-Baar-Centers siedelten sich einige Fachgeschäfte und Restaurants um das Gebäude an.
Seit dem 1. September 2021 wird das Schwarzwald-Baar-Center grundlegend saniert.

## Anbindung
Es besteht ein Anschluss an die Bundesautobahn 81. Für PKW stehen 1500 kostenlose Parkplätze zur Verfügung. Mit der Haltestelle am Parkplatz ist das Schwarzwald-Baar-Center auch durch öffentliche Verkehrsmittel zu erreichen.

## Besonderheiten

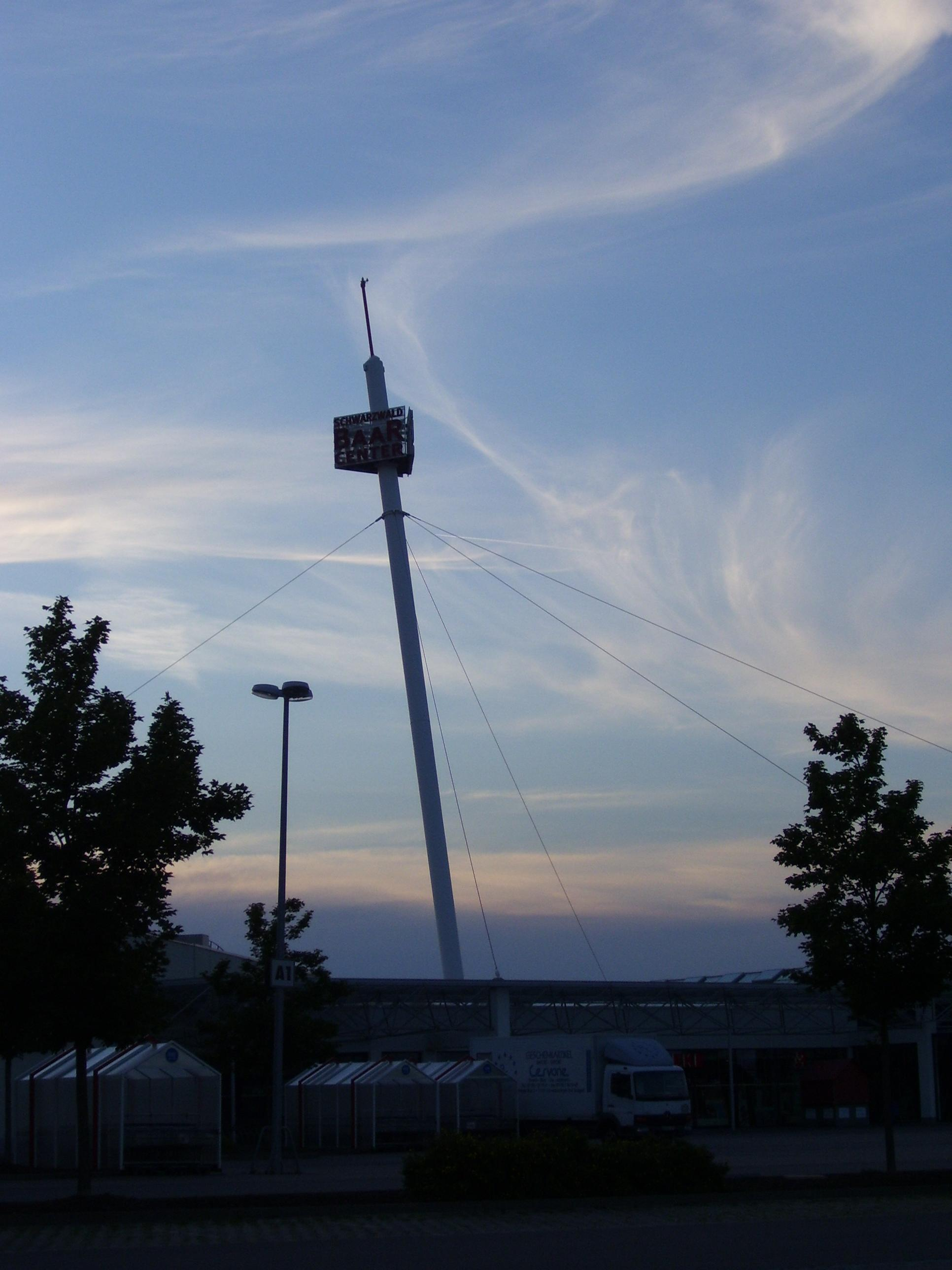
Mast des Schwarzwald-Baar-Centers

Am Eingang ragt ein geneigter Mast mit dem Logo des Schwarzwald-Baar-Centers in die Höhe, der mit einer Flugsicherheitslampe ausgestattet ist.
Das Schwarzwald-Baar Center befindet sich zwischen den historischen Stadtbezirken Villingen und Schwenningen und soll diese verbinden.